# Liste der Naturdenkmale in Glauchau
Die Liste der Naturdenkmale in Glauchau nennt die Naturdenkmale in Glauchau im sächsischen Landkreis Zwickau.

## Definition
„Naturdenkmäler sind rechtsverbindlich festgesetzte Einzelschöpfungen der Natur oder entsprechende Flächen bis zu fünf Hektar, deren besonderer Schutz erforderlich ist
1. aus wissenschaftlichen, naturgeschichtlichen oder landeskundlichen Gründen oder
2. wegen ihrer Seltenheit, Eigenart oder Schönheit.“

„§ 18 – Naturdenkmäler – (zu § 28 BNatSchG)
(1) Die Erklärung nach § 22 Abs. 1 BNatSchG von Teilen von Natur und Landschaft als Naturdenkmal erfolgt durch Rechtsverordnung oder Einzelanordnung.
(2) Über § 28 Abs. 1 BNatSchG hinaus können Naturdenkmäler zur Sicherung von Lebensgemeinschaften oder Lebensstätten von im Bestand gefährdeten oder streng geschützten Arten festgesetzt werden.“

## Liste
Diese Auflistung unterscheidet zwischen Flächennaturdenkmalen (FND) mit einer Fläche bis zu 5 ha (bei Verordnung nach DDR-Recht auch mehr) und Einzel-Naturdenkmalen (ND).
Link zu einem Kartenansichtstool, um Koordinaten zu setzen.
| Bild                          | Bezeichnung                    | Lage                                              | Beschreibung | Datum | Nummer       |
| ----------------------------- | ------------------------------ | ------------------------------------------------- | --- | ----- | ------------ |
| mehr Fotos \| Fotos hochladen | Wernsdorfer Lache              | Wernsdorf (50° 48′ 2,9″ N, 12° 30′ 27,8″ O)       | FND. 7955 m² Fläche. Ein Altwasserrest der Zwickauer Mulde mit angrenzendem Auwaldrelikt als Lebensraum gefährdeter Pflanzen- und Tierarten. Zudem geschützt aus naturgeschichtlichen, landeskulturellen und wissenschaftlichen Gründen und zur Biotopvernetzung. | 2000  | Z364.231.106 |
| mehr Fotos \| Fotos hochladen | Schwarzer Teich im Rümpfwald   | Rothenbach (50° 46′ 46,3″ N, 12° 34′ 58″ O)       | FND. 30593 m² Fläche. Lichtes, sumpfiges Waldtälchen als intaktes, in sich geschlossenes Feuchtbiotop als Lebensraum für ansässige Tiere und Pflanzen. Es dient zudem der Wasserstandsregulierung der umgebenden Waldgebiete.                                     | 2005  | Z364.231.107 |
| mehr Fotos \| Fotos hochladen | Schildkrötenteich im Rümpfwald | Rothenbach (50° 47′ 13,6″ N, 12° 34′ 27,6″ O)     | FND. 49859 m² Fläche. Allseitig von Nadel- und Laubbäumen des Rümpfwaldes umgebenes Laichgewässer für verschiedene Amphibienarten. | 2005  | Z364.231.108 |
| mehr Fotos \| Fotos hochladen | Feuchtbiotop Jerisau           | Jerisau (50° 50′ 29,6″ N, 12° 32′ 12,4″ O)        | FND. 31067 m² Fläche. Kleinräumig strukturiertes Sekundärbiotop (Röhricht, Kleinteich, Bachlauf, Feuchtgebüsch) am Ziegeleigraben. Vielfältiger Artenbestand. | 2000  | Z364.231.110 |
| Fotos hochladen               | Wernsdorfer Aue                | Wernsdorf (50° 47′ 51″ N, 12° 30′ 45,7″ O)        | FND. 15076 m² Fläche. Erhalt eines bewaldeten Steilhanges am rechten Ufer der Zwickauer Mulde mit seiner besonders im Frühjahr artenreichen Flora. | 1956  | Z364.231.121 |
| Fotos hochladen               | Lobsdorfer Schieferbrüche      | Reinholdshain (50° 49′ 31,1″ N, 12° 36′ 24,8″ O)  | FND. 12580 m² Fläche. | 1956  | Z364.231.127 |
| mehr Fotos \| Fotos hochladen | Ginkgo                         | Glauchau (50° 48′ 57″ N, 12° 32′ 55,7″ O)         | ND, an der Chemnitzer Straße. | 1956  |              |
| mehr Fotos \| Fotos hochladen | Gerichts-Linde                 | Glauchau (50° 48′ 51,2″ N, 12° 32′ 16,7″ O)       | Standort vor dem ehemaligen Gericht am Heinrichshof. Der Baum wurde wahrscheinlich beim Bau des damaligen Fürstlich und Gräflich Schönburgischen Bezirksgerichts um 1865 auf dem nach Graf Heinrich von Hinterglauchau Heinrichshof genannten Platz gepflanzt.    | 1956  |              |
| mehr Fotos \| Fotos hochladen | Blutbuche                      | Glauchau (50° 48′ 47,7″ N, 12° 31′ 53,6″ O)       | Standort an der Egghalde, im Villengrundstück der ehemaligen Palla-Werke. | 1956  |              |
| mehr Fotos \| Fotos hochladen | Stieleiche                     | Albertsthal (50° 48′ 40,7″ N, 12° 31′ 56,3″ O)    | Die Stieleiche ist am 31. August 2015 bei einer Windhose umgebrochen. Es steht noch ein Fragment. | 1956  |              |
| mehr Fotos \| Fotos hochladen | Kastanie                       | Kleinbernsdorf (50° 50′ 58,1″ N, 12° 33′ 47,2″ O) | Die Rosskastanie ist Hofbaum eines Bauerngutes an der Wolkenburger Straße. | 1956  |              |
| Fotos hochladen               | Steinerne Kuh                  | Rothenbach (50° 45′ 44,8″ N, 12° 35′ 37,7″ O)     | Im Rümpfwald bei St. Egidien liegen zwei durch Verwitterung entstandene Felsmonolithen. Der markantere wird wegen seiner Form "Steinerne Kuh" genannt. Es sind keine Findlinge, sondern verkieseltes Tuffagglomerat, wie es in unmittelbarer Umgebung vorkommt.   | 1956  |              |